# Бабенко Олександр Володимирович
Олекса́ндр Володи́мирович Бабе́нко  (нар. 23 червня 2001, с. Кірове, Запорізька область — пом. 29 липня 2022, селище Оленівка, Донецької області) — український військовослужбовець та професійний спортсмен-джитсер, солдат Окремого загону спеціального призначення «Азов» Національної гвардії України, учасник російсько-української війни, який відзначився під час відбиття російського вторгнення в Україну і загинув у полоні внаслідок терористичного акту, вчиненого в ніч проти 29 липня 2022 року російськими окупаційними військами на території колишньої Волноваської виправної колонії № 120. Кавалер ордена «За мужність» ІІ та ІІІ ступеня (відповідно, 2023, посмертно та 2022).

## Життєпис
Олександр Бабенко народився у селі Кіровому (нині — Лагідне) Запорізької області. Потім родина переїхала на Луганщину, де у селі Миколаївка хлопець пішов до першого класу. 2009 року разом з мамою переїхав жити у село Ласки Народицького району (нині — Народицька ТГ Коростенського району) на Житомирщині, де закінчив навчання у школі. Згодом здобував фах електрика в Овруцькому професійному ліцеї.
З дитинства цікавився спортом, зокрема єдиноборствами, зрештою став професійним спортсменом, багато років присвятив джіу-джитсу. 5 грудня 2017 році переміг на чемпіонаті з елітних боїв у Києві (у ваговій категорії 75 кг), а наступного року — повторив свій успіх у столиці та став призером чемпіонату Європи. Також став призером чемпіонатів України з фрі-файту 2016 та 2017 років, а у 2019-ому — призером турніру з елітних боїв в Українському домі та відкритого чемпіонату Києва з тайського боксу. Водночас працював із батьком  як помічник експедитора, деякий час жив у Києві.
2019 року, одразу після досягнення повноліття та закінчення навчання, вступив на військову службу за контрактом, яку спочатку проходив у Києві, а 2020 року доєднався до лав ОЗСП «Азов» та перевівся у Маріуполь, де й зустрів повномасштабне російське вторгнення. 
Після 68 днів героїчної оборони Маріуполя 20 травня 2022 року за наказом вищого військового керівництва заради збереження життя людей Олександр вийшов з побратимами з обложеного металургійного комбінату «Азовсталь» та потрапив у так званий «полон за домовленістю» . Утримувався на території колишньої Волноваської виправної колонії № 120 в окупованому селищі Молодіжному, що неподалік колишнього адміністративного центру селищної ради смт Оленівки колишнього Волноваського (нині – Кальміуського) району Донецької області, де окупанти утворили фільтраційну в’язницю. 
У ніч на 29 липня 2022 року прийняв мученицьку смерть у полоні внаслідок масового вбивства військовополонених, влаштованого окупантами у колонії в Оленівці.
19 травня 2023 року солдат Бабенко був похований з військовими почестями на столичному Лісовому кладовищі.

## Родина
У Олександра залишилися батьки, зведені брати та сестри, дідусь, бабуся.

## Нагороди
- Орден «За мужність» ІІІ ступеня (28 липня 2022 р.)  – за особисту мужність і самовіддані дії, виявлені у захисті державного суверенітету та територіальної цілісності України, вірність військовій присязі[6];
- Орден «За мужність» ІІ ступеня (3 листопада 2023 р., посмертно)  – за особисту мужність і самовідданість, виявлені у захисті державного суверенітету та територіальної цілісності України, сумлінне та бездоганне служіння Українському народові[7].